# 語音轉錄
語音轉錄（英語：phonetic transcription）是指以符號來標示語音的方式，亦可稱為標音、拼音。語音轉錄通常會使用一套標音符號，亦可稱為音標，一般嚴格記錄語音的符號為國際音標。亦有如使用圖像化記錄的可視語言系統。

## 與書寫的差異
所有語言的語音均會隨時間而有所變化。寫然書寫形式（正寫法）往往不會配合音變而修改，也因此無法直接呈現實際發音。來自其他語言的借詞有時會保留原文的拼字，而其中書寫符號與語音對應的系統可能也不盡相同。單一語言中，跨方言的發音亦可能有很大的差異，但書寫通常會維持一致的形式。
比較書寫符號，語音轉錄在大多數的情況下可以更有效地在語音與符號之間進行一對一的對應。由於不受書寫符號的干擾，語音轉錄可以用來檢視一個語言中跨方言的發音比較，進一步確認當中可能發生的音變。

## 相關链接
- 轉錄 (語言學)
- 音译
- 語音學
- 音位正寫法
- 英語發音重拼法
- 羅馬化
- 字母轉寫
- 漢字拉丁化

### 音標系統
- KK音標
- DJ音標
- 韋氏音標
- 國際音標

## 外部連結
- 标音方法[永久]